# Torbjörn Caspersson
Torbjörn Oskar Caspersson (Motala, 15 de outubro de 1910 – 7 de dezembro de 1997) foi um biólogo celular e Geneticista sueco.

## Vida
Estudou medicina e biofísica na Universidade de Estocolmo, onde obteve em 1936 o grau de Doutor em Medicina (MD).
Com seu professor, o bioquímico Einar Hammarsten (1889–1968; que trabalhou no Instituto Karolinska com George de Hevesy) e Rudolf Signer, estudou a viscosidade e a birrefringência de soluções de DNA; anteriormente eles separaram o DNA por filtração sob alta pressão de resíduos das proteínas desnaturadas. Desde o início da década de 1930 desenvolveu a técnica de registrar os espectros de absorção de radiação ultravioleta em ácidos nucleicos, bem como a microscopia de ultravioleta de células. Em 1934 mostrou com Hammarsten que o DNA é um polímero. William Astbury forneceu-lhe amostras de DNA.
Recebeu em 1973 a Medalha Schleiden e em 1979 o Prêmio Balzan de biologia. Em 1988 foi agraciado com o Prêmio William Allan.

## Publicações
- Zur Kenntnis der Optik weißer Sole; III. Die optischen Verhältnisse bei der Koagulation; In:  Colloid & Polymer Science; 1933[1]
- Druckfiltrierung von Thymonucleinsäure; In: Biochemische Zeitschrift, Volume 270, 1934
- Methoden zur physikalischen Analyse der Zellstruktur; In: Fortschritte der Zoologie; 1934
- Molcular shape and size of Thymonucleic Acid; com Signer e Hammersten; In: Nature; 141, 1938, p. 122
- Nucleic acid metabolism of the chromosomes in relation to gene reproduction; In: Nature; 142, 1938, p. 294–295
- The localization of the adenylic acids in striated muscle-fibres; 1942
- Studies on protein metabolism in the cells of epithelial tumours; 1942
- Cell growth and cell function. Norton, New York 1950
- Cytochemical aspects of the problem of tumour growth. The morphological precursors of cancer. In: Proceedings Intern. Conf. Univ. Perugia; 1961
- Caspersson T. e Lomakka Gösta: Scanning microscopy techniques for high resolution quantitative cytochemistry In: Annals of the New York Academy of Sciences. 97/1962, p. 449–463.
- Carlson Leon, Caspersson T., Foley G. E., Kudynowski Jan, Lomakka Gösta, Simonsson E., Sören L.: The application of quantitative cytochemical techniques to the study of individual mammalian chromosomes. In: Experimental Cell Research. 31/1963, p. 589–594.
- Auer Gert, Eriksson E., Azavedo E., Caspersson T., Wallgren A.: Prognostic significance of nuclear DNA content in mammary adenocarcinomas in humans. In: Cancer Research. 44/1984, p. 394–396.
- History of the development of cytophotometry from 1935 to the present. In: Analytical and Quantitative Cytology and Histology. 9/1987, p. 2–6.